# Nanzendži

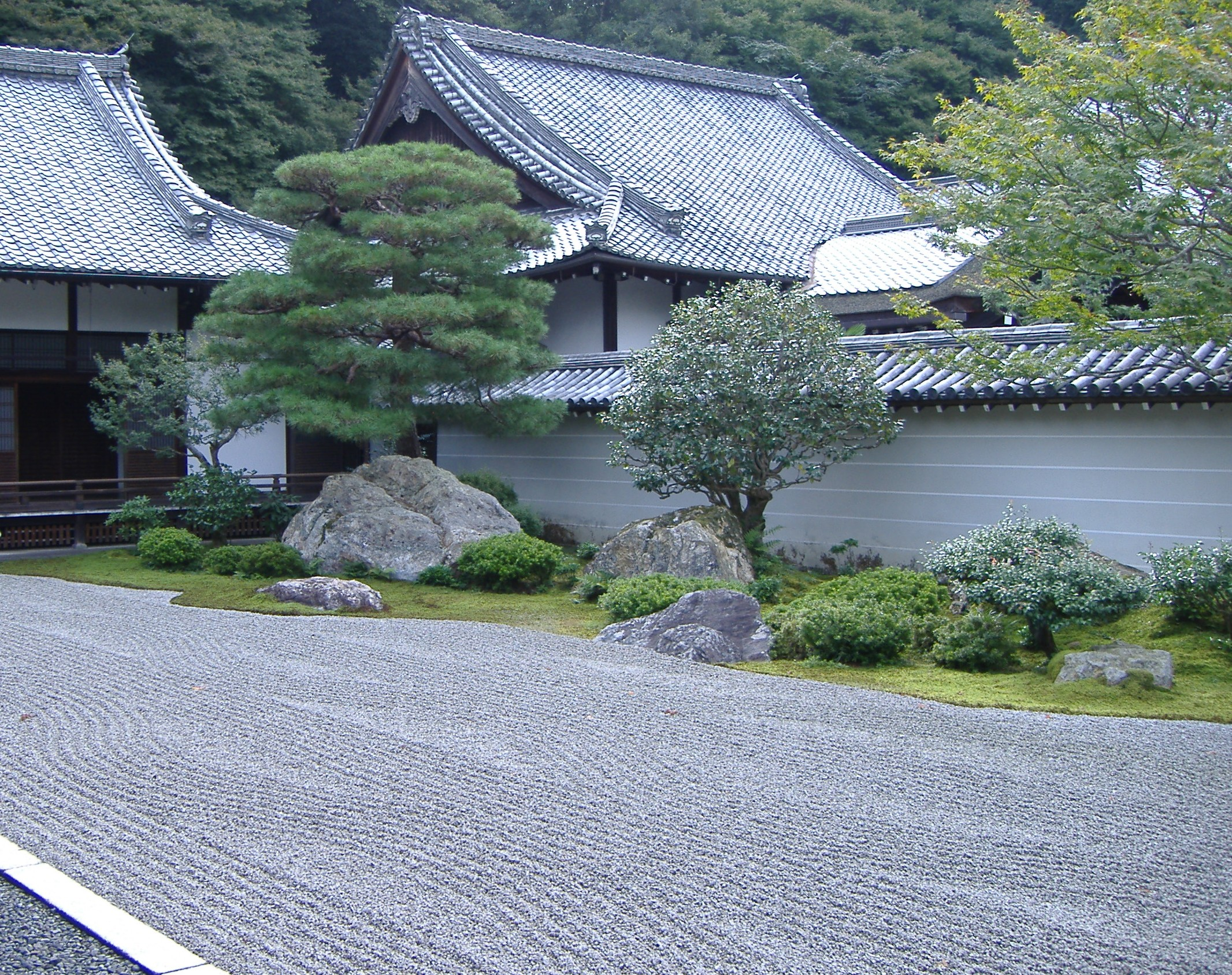
Suchá zahrada (karesansui) v Nanzendži

Nanzendži (japonsky 南禅寺), dříve známý jako Zenrindži (禅林寺), je zenový buddhistický chrám v japonském městě Kjóto. Založil jej císař Kamejama v roce 1291 na místě, kde dříve stál jeho palác. Nanzendži patří mezi tzv. pět velkých zenových chrámů v Kjótu. Je také ústředím větve Nanzendži zenové školy rinzai.